# Isorineloricaria
Isorineloricaria (Ізорінелорікарія) — рід риб триби Hypostomini з підродини Hypostominae родини Лорікарієві ряду сомоподібні. Має 4 види. Наукова назва походить від грецьких слів isos, тобто «рівний», та rhinos — «ніс», й латинського слова lorica — «панцир зі шкіри». Раніше до цього роду відносили лише один вид, але у 2016 році сюди віднесено низку видів з роду Hypostomus.

## Опис
Загальна довжина представників цього роду коливається від 17 до 56,5 см. Голова помірно велика, морда витягнута. Очі помірного розміру, дещо опуклі. У самців між очима присутні 2 великих одонтода (шкіряних зубчика). З кутів рота тягнеться пара вусів. Тулуб подовжений, кремезний. Спинний плавець високий, довгий. Грудні плавці широкі, сильно гіллясті. Черевні плавці довгі, з короткою основою. Жировий плавець маленький. Хвостове стебло подовжене, нижня лопать може бути ширша за верхню.
Забарвлення світло-коричневе або чорне з дрібними білими або чорними цятками, що щільно вкривають тіло й плавці (у деяких видів голова позбавлена цяток). Черево світліше за спину та боки. Хвостовий плавець у деяких видів має зеленуватий або синюватий відтінок.

## Спосіб життя
Біологія вивчена недостатньо. Віддають перевагу прозорій воді. Зустрічаються в швидкоплинних неглибоких річках на піщано-кам'янистих ґрунтах. У місцях проживання цих сомів багато великих валунів. Вдень ховаються під камінням або апатично лежать на дні. Активні переважно вночі та присмерку. Живляться дрібними водними безхребетними й водоростями.

## Розповсюдження
Мешкають у нижній течії Амазонки, річках Напо, Гуаяс (Еквадор), Оріноко, Апуре (Венесуела), Жагуарібе, Бранко (Бразилія), Магдалена (Колумбія), Укаялі (Перу).

## Тримання в акваріумі
Потрібен акваріум заввишки 30-35 см з великою площею дна від 150 літрів. На дно насипають суміш середнього і великого піску. Зверху кладуть окатанні камені різного розміру — від дрібних до великих. Для більш щасливого життя один з кутів акваріума повинен бути затінений. Там сомики відпочиватимуть від яскравого світла, перебуваючи при цьому на увазі.
Неагресивні риби. Утримувати можна парами або групою від 3-5 особин. Рештою сусідами можуть стати реофільні цихліди, пародни, хеміодуси та інші неагресивні лорікарієві, наприклад, псевдолітоксуси або хетостоми. Годують риб живим харчем. Без проблем переходять на шматочки риби, креветки, мідії. Підгодовують сомів свіжими овочами або таблетками для рослиноїдних риб. З технічних засобів знадобиться потужний внутрішній фільтр або помпа, компресор. Температура тримання повинна становити 22-26 °C.

## Види
- Isorineloricaria acuarius
- Isorineloricaria spinosissima
- Isorineloricaria tenuicauda
- Isorineloricaria villarsi